# Гангаєв Олексій Кузьмич
Олексій Кузьмич Ганга́єв (рос. Алексей Кузьмич Гангаев; нар. 17 травня 1917, Мордовський Пімбур — пом. 17 березня 1990, Охтирка) — радянський офіцер; учасник німецько-радянської війни; Герой Радянського Союзу з 1943 року.

## Біографія
Народився 17 травня 1917 року в селі Мордовському Пімбурі (тепер у складі Зубово-Полянського району Мордовії, Росія) в селянській сім'ї. Росіянин. Закінчив семирічну школу, працював в колгоспі, згодом в Москві арматурником міського шляхово-будівельного управління.
У Червоній армії з жовтня 1938 року. Брав участь у Польському поході Червоної армії у 1939 році і в радянсько-фінській війні у 1939—1940 роках. Учасник німецько-радянської війни з перших днів.
На посаді заступника командира батальйону 256-го стрілецького полку (30-та стрілецька дивізія, 23-й стрілецький корпус, 47-а армія, Воронезький фронт) старший лейтенант Олексій Гангаєв в ніч на 26 вересня 1943 року в районі села Студенця Канівського району Київської області у числі перших форсував Дніпро. Утримував плацдарм, брав участь у відбитті численних контратак противника.

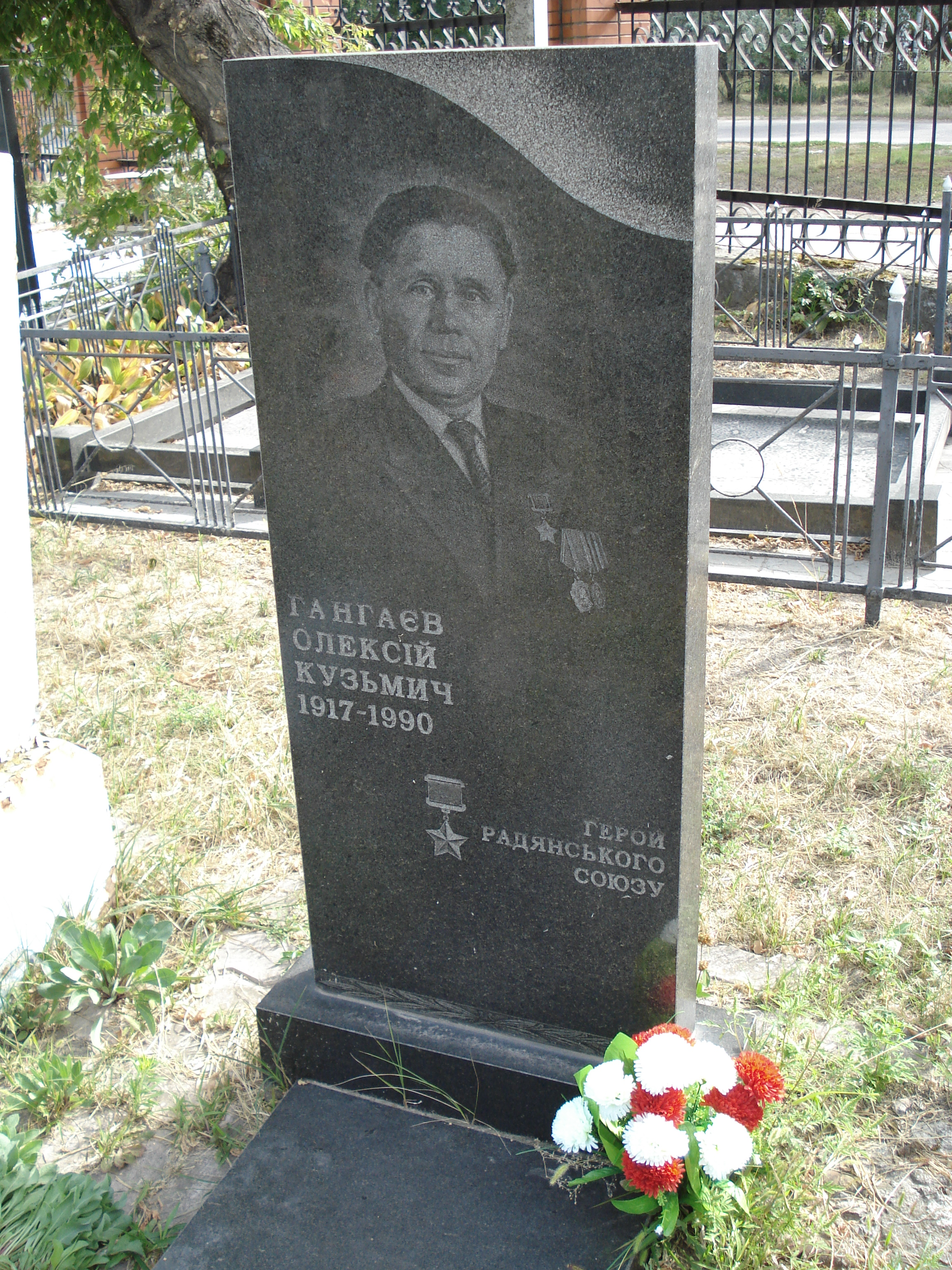
Могила в Охтирці.

У травні 1945 року закінчив курси удосконалення офіцерського складу. Служив у військкоматі в місті Полтаві. 1947 року у військовому званні капітана вийшов в запас. Жив в місті Охтирці Сумської області Української РСР. Працював термістом на заводі «Промзв'язок». Помер в Охтиці 17 березня 1990 року. Похований на Центральному кладовищі в Охтирці.

## Нагороди
- Герой Радянського Союзу (указ Президії Верховної Ради СРСР від 25 жовтня 1943 року; за мужність і відвагу, проявлені при форсуванні Дніпра і утриманні плацдарму на його правому березі; орден Леніна і медаль «Золота Зірка» № 4 119);
- Нагороджений також орденом Вітчизняної війни І-го ступеня (6 квітня 1985), медаллю «За перемогу над Німеччиною»[1].

## Вшанування пам'яті
У місті Охтирці на Алеї Героїв встановлене погруддя Героя, в його рідному селі — меморіальна дошка.